# Premonstrátský klášter (Jasov)
Premonstrátský klášter s kostelem svatého Jana Křtitele je barokní sakrální komplex nacházející se ve východoslovenské obci Jasov, západně od Košic, v okrese Košice-okolí v Košickém kraji.
Komplex budov kláštera a kostela svatého Jana Křtitele spolu s klášterní zahradou díky architektonické i umělecko-historické hodnotě patří k nejcennějším památkám pozdně a rokokového umění na Slovensku. Klášter kromě vlastního historického a spirituálního významu je i důležitým památníkem duchovní kultury; v klášterních prostorách se nachází jedna z nejvzácnějších knihoven na Slovensku s přibližně osmdesáti tisíc svazky knih. V neposlední řadě je klášterní komplex významný i jako památník zahradní architektury – rozlehlá klášterní zahrada patří mezi slovenské unikáty a příklady zahradní kultury druhé poloviny 18. století.

## Stavební dějiny
Jasov je obec na jihozápadě Košické kotliny ve východní části Slovenského rudohoří. Původně ležela na staré, tzv. spišské silnici, spojující toto území se severozápadně ležící Spiší.
Na konci 12. století se na tomto místě usadili příslušníci řeholního řádu premonstrátů. Bylo to pouze něco více než padesát let od chvíle, co regule nové církevní řehole Norbertovi z Xantenu schválil v roce 1126 papež Honorius II. Jejich příchod na území někdejšího Uherska se datuje k roku 1130, kdy ve Velkém Varadíně (dnes Oradea v severozápadním Rumunsku) založili klášter. Jedno z prvních premonstrátských sídel na dnešním území Slovenska vzniklo v Bzovíku na původně cisterciáckém opatství z roku 1130.
Trvalé osídlení území Jasova se datuje od 12. století, kdy nastal v této oblasti rozvoj hornictví. Ve druhé polovině 14. století se v obci začalo se stavbou prvních hamrů na zpracování bohatých ložisek železa, mědi a olova z okolních dolů. V roce 1487 se Jasov, jako jedno ze sedmi míst, stal součástí Svazu hornouherských báňských měst.

### Od založení do roku 1745
Předpokládá se, že mniši si první klášterní budovy v Jasově postavili ze dřeva. Kolem roku 1228 začali s budováním kamenné stavby kláštera, do výstavby však nepříznivě zasáhl vpád tatarských hord. Stavba byla vypleněna. Současná budova je v pořadí čtvrtou stavbou na tomto místě.
Premonstrátští řeholníci se postupně usazovali i na dalších místech Horních Uher; nejpozději do roku 1387 vzniklo, kromě Jasova, na slovenském území dalších pět premonstrátský klášterů: v Lelesu, Bíni, Šahách, Nižné Myšli a v Kláštoru pod Znievom. Kláštery premonstrátů patřily mezi velmi významné církevní instituce. Řeholní bratři vykonávali nejen pastorační činnost, ale věnovali se i osvětě a zakládání škol. Měli bohaté knihovny, zabývali se skriptorskou, pedagogickou, uměleckou, ale i hospodářskou činností, zejména v oblasti hornictví, lesnictví a zemědělství (vinařství, rybolov). Někteří členové řádu zastávali významné posty při královském dvoře a leleský a jasovský konvent plnily i funkci tzv. Hodnověrného místa (jasovskému konventu právo vydávat hodnověrné listiny udělil v roce 1255 král Béla IV.). Béla IV. také povolal na tato území, vylidněná po tatarských vpádech, kolonisty, a obci Jasov udělil rozsáhlé výsady, podobné privilegiím královských měst – mj. právo svobodné volby faráře a rychtáře, tržní a dobývací právo. Přikázal také obyvatelům obce odvádět povinné dávky klášteru. I když podle historických záznamů první písemná zmínka o jasovském proboštství pochází ještě z roku 1234 (v ní se uvádí zasvěcení kláštera svatému Janu Křtiteli i podřízenost jasovského kláštera klášteru svatého Štěpána ve Velkém Varadíně), listina Bély IV. z roku 1255 je v současnosti považován za zakládací listinu proboštství. Pro jasovský konvent měla tato listina i další, neméně důležitý význam – jmenovala totiž klášterní majetky a vymezovala hranice území pod správou kláštera.
Prvním představeným jasovského kláštera, známým podle jména, byl probošt Albrecht (Albert), který se do čela řádu dostal v roce 1235 (tento post zastával až do své smrti v roce 1257). Majetek kláštera zanechal v neutěšeném stavu. Situace se částečně zlepšila až koncem 13. století, kdy na základě privilegia krále Ondřeje III. bylo premonstrátům povoleno na svých územích dolovat rudy. Kromě nelichotivé hospodářské situace klášter trpěl i vnitřními spory, které se projevily při dosazení probošta Mikuláše II. v roce 1350 králem Ludvíkem I. Velikým z Anjou.

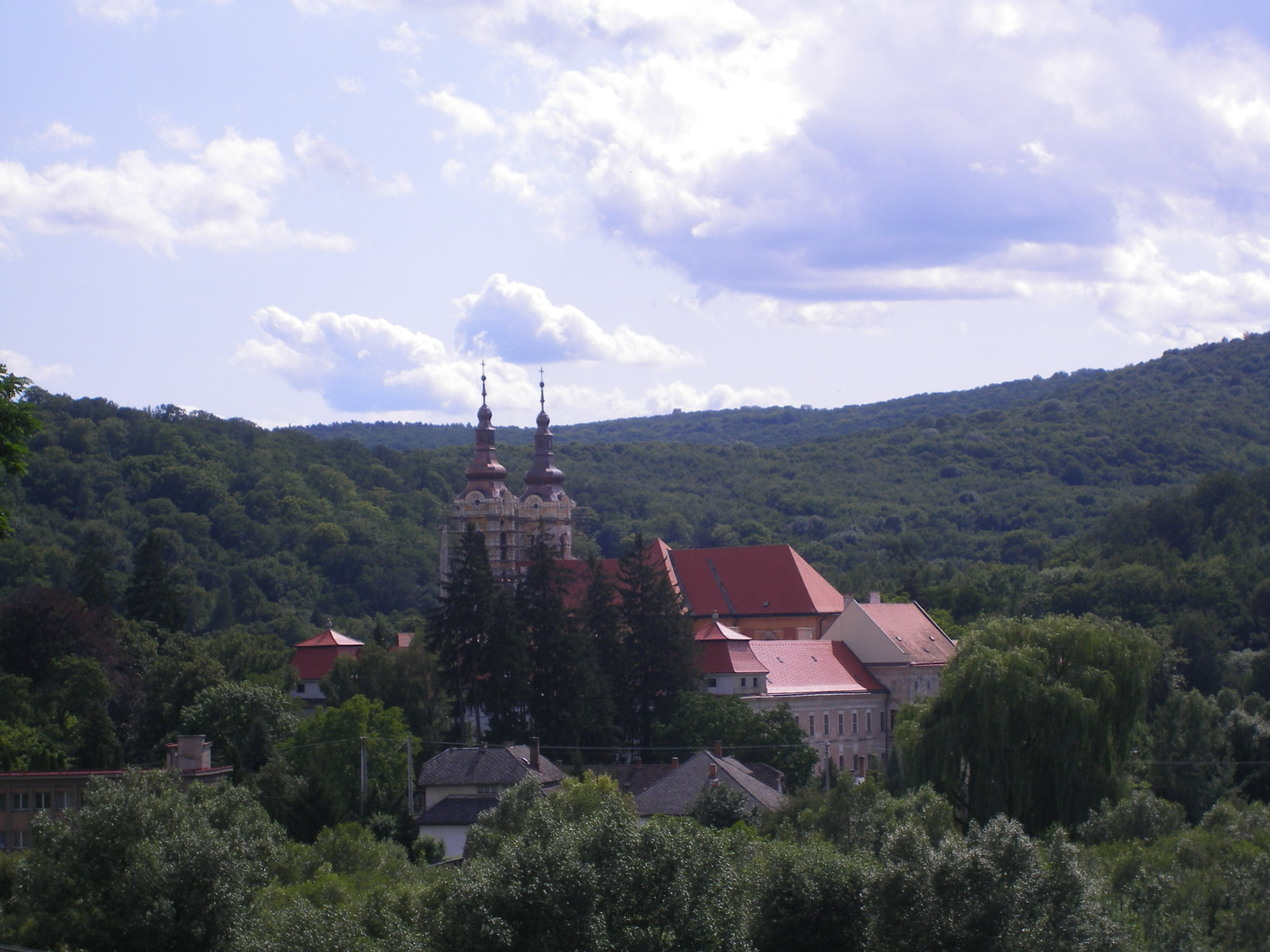
Klášter

Důležitým mezníkem v dějinách jasovského kláštera byl rok 1436. 26. ledna v uvedeném roce král Zikmund Lucemburský vydal nařízení, kterým přikazoval klášter opevnit zdmi. Mniši pod vedením probošta Stanislava klášter přestavěli na opevněný hradní objekt, což se projevilo i v jeho oficiálním pojmenování. Od tohoto data se v listinách uvádí jako castrum Jász, castellum či Jászóvár (tj. Jasovský hrad). Vzhled takto přebudovaného kláštera změnil i jeho charakter – stal se pevností, která v dobách, kdy o nástupnické práva v Uhrách bojoval Ladislav Pohrobek, sloužila jako útočiště před vojsky Jana Jiskry z Brandýsa. Ten na pověření královny Alžběty Lucemburské hájil zájmy jejího nedospělého syna. Navzdory hradbám však Jiskrova vojska („bratříci“) klášter dobyla a ovládala ho až do roku 1447. Premonstráti byli nuceni klášter opustit. V průběhu následujících téměř dvaceti let klášter několikrát změnil majitele. Až v roce 1464 se řeholníci definitivně vrátili do svého sídla.
Další těžkou ránu a nejsmutnější časy pro klášter přinesl rok 1526. Po osudné bitvě u Moháče 29. srpna 1526 mniši klášter opustili a nechali ho napospas osudu. Klášter ztratil postupně své předchozí výsady (mj. i výsadu hodnověrného místa) a přešel do správy církevních hodnostářů mimo premonstrátský řád, ba dokonce některé jeho části vlastnily i světské osobnosti.
Zkázu klášterních budov dovršila vojska Imricha Tökölyho, která ho v roce 1685 dobyla a vypálila. Po jejich odchodu se ho však poslednímu správci z řad světského kléru Jurajovi Fenesimu podařilo opravit.
Nové osídlení premonstrátskými bratry přinesly až reformy krále Leopolda I. Habsburského, který dal převést jasovský klášter (spolu s kláštery ve Velkém Varadíně a Lelesu) do majetku kláštera v Perneku, který ho následně v roce 1700 prodal premonstrátskému opatství z moravské Louky u Znojma. Nový správce, Loucký klášter, od té doby nejen dosazoval probošta v Jasově, ale posílal sem i administrátory a řádové mnichy. 6. května 1745 vyslal do Jasova jako nového administrátora opata Andreje Sauberera (1700–1779).
S příchodem energického a organizačně nadaného opata začala nová kapitola dějin kláštera. Sauberer nejenže dal postavit nový klášter a kostel, do podoby, v jaké ho známe dnes, ale zároveň pozvedl hospodářský život kláštera i celé obce. Po stabilizaci finančních poměrů proboštství nastoupilo cestu ekonomické prosperity.
Úspěchy opata Sauberera neušly pozornosti císařského dvora. Díky privilegiím Marie Terezie byl jasovský konvent, po předchozím souhlasu uherských stavů, 19. listopadu 1770 povýšen na samostatný klášter. Opat se stal královniným důvěrníkem a prelátem uherské dolní tabule s právem účastnit se jednání zemského sněmu. Vyvrcholením Saubererovy světské kariéry bylo v roce 1774 jmenování za dvorního rádce Marie Terezie.

### 1745–1990
Opat Sauberer se ještě v roce svého příchodu do Jasova stal, po smrti probošta Goldegga, novým Jasovským proboštem (byl jím až do svého skonu v roce 1779). Své odhodlání hospodářsky a duchovně povznést upadající opatství brzy po nástupu na proboštský stolec začal naplňovat konkrétními činy. Je pozoruhodné, že i přes nelehkou konsolidaci hospodářských poměrů konventu, se rozhodl pro radikální opatření týkající se stavby nového kláštera a jejího financování.
Zakrátko po nástupu do funkce se odhodlal k přestavbě, která ve skutečnosti byla výstavbou úplně nového kláštera v pozdně barokním slohu. Velkoryse pojatý projekt přestavby opevněného středověkého kláštera, který byl do základů zbourán, začal zřejmě již v polovině čtyřicátých let 18. století. Podle záznamu z 19. století, objeveného na zadní straně hlavního oltáře v jasovském kostele, práce začaly položením základního kamene v roce 1745.
Otázku autorství projektu kláštera vyřešily historické výzkumy, které potvrdily stavbu jako dílo významného rakouského architekta a stavitele Franze Antona Pilgrama (1699–1761), původem z Korutan, jehož už na Slovensku proslavila výstavba Kostela a kláštera svaté Ažběty sester alžbetinek v Prešpurku.
Podle dobových záznamů Pilgram pracoval na jasovské stavbě už na přelomu čtyřicátých a padesátých let. Jeho zásluhou zde vzniklo stavební dílo v mimořádně úspěšném dispozičním rozvrhu s centrální stavbou kostela symetricky doplněnou na obou stranách trojtraktovými křídly se samostatnými dvory – reprezentačními prostorami prelatury na jedné straně a konventu na straně druhé. Koncepce staveb v Jasově vycházela z předloh starších barokních klášterních souborů – benediktinského kláštera v Göttweigu, cisterciáckého v Szentgotthárdu a premonstrátského v Louce. Zbourání starších staveb od základů mu umožnilo realizovat velkorysou koncepci kláštera osazeného v malebné krajině, nezatíženou a neomezenou uliční zástavbou, se kterou se Pilgram musel vypořádat při realizaci bratislavského kláštera alžbětinek v letech 1739–1745. Když 28. října 1761 Pilgram zemřel, pokračovatelé v jeho díle, polír Anton Salzgeber, původem z Tyrolska, a zednický mistr Sebastian Cehmayster, mohli navázat na Pilgramovy projekty a završit stavbu celého komplexu.

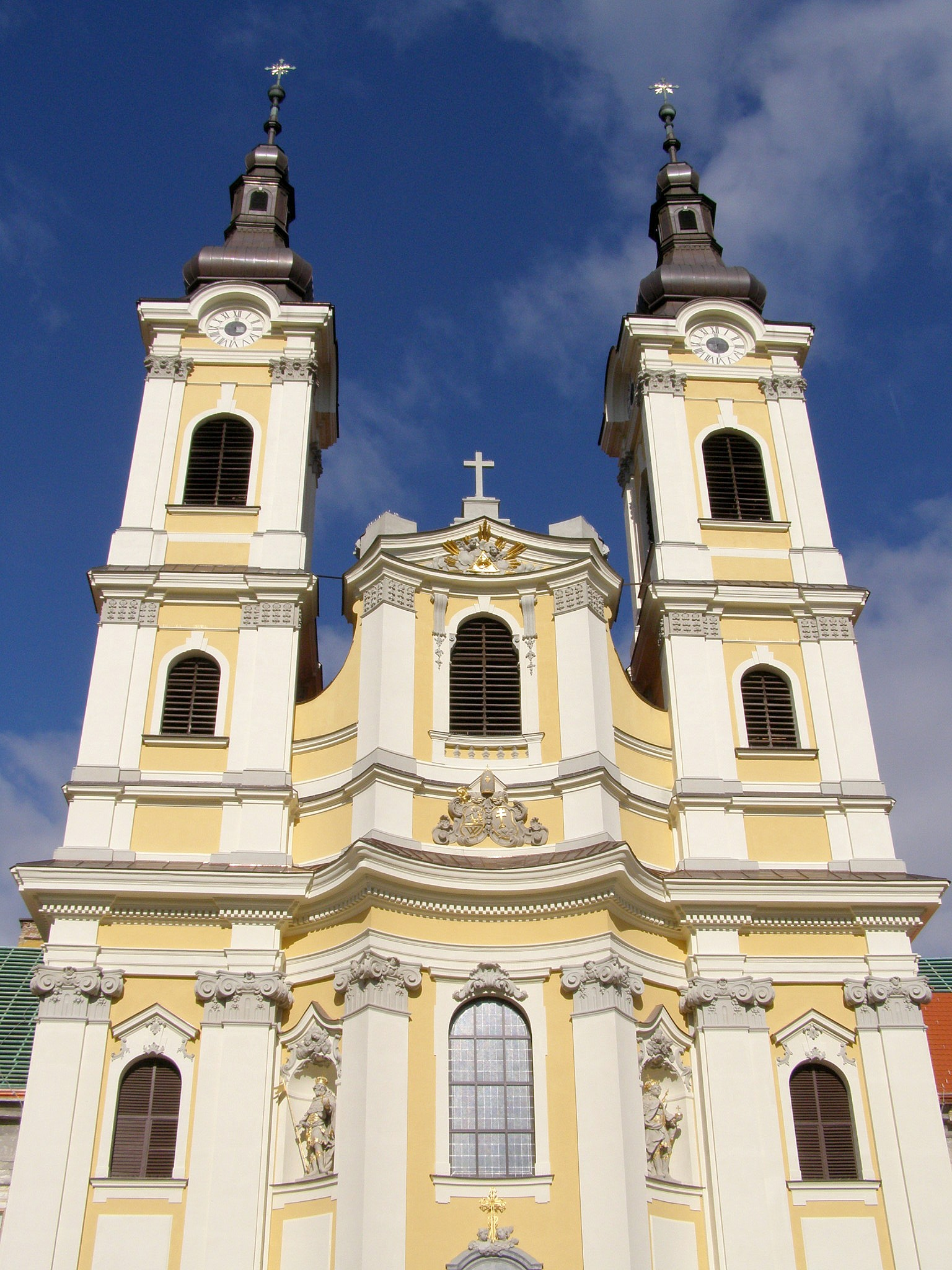
Průčelí Kostela svatého Jana Křtitele

Dotvořením stavebně mimořádně hodnotného díla je jeho interiérová výzdoba, kterou realizovala trojice významných umělců – sochař Johann Anton Krauss, štukatér Johann Ignaz Hennevogel (1727–1790) a především malíř Johann Lucas Kracker. Všichni tři patřili k vynikajícím umělcům ve svých profesích – Kracker v Jasově pracoval celkem ve třech etapách (1752, 1762–1765 a 1776) a vytvořil zde své vrcholné dílo (fresky klenby zimní jídelny v prelátství, klenby slavnostního schodiště, všechny malby v chrámu, malby na trojúhelníkových frontonech na průčelí kláštera a fresky klenby klášterní knihovny, namaloval i sedm oltářních obrazů a také dvě menší kompozice na menzách oltářů svatého Norberta a svatého Augustina); s Kraussovým dílem se setkáváme na více místech okolí Košic a spolu s Krackerem se kromě Jasova podílel i na výzdobě hlavního oltáře kostela v Egeru. Téměř žádné poznatky se nedochovaly o štukatérovi Johannu Hennevogelovi (spolu s Krackerem pracoval na výzdobě pražského kostela svatého Mikuláše na Malé Straně), jeho práce však harmonicky sjednocují malířskou a sochařskou složku výzdoby jasovského kláštera.
Stavba kostela svatého Jana Křtitele, jedné z nejvýznamnějších barokních sakrálních staveb na Slovensku, byla konsekrovaná 1. října 1766.
Obnovený konvent působil v klášteře nepřetržitě do roku 1787, kdy byla na základě dekretu císaře Josefa II. z 26. března 1787 řehole premonstrátů zrušena. Archiv a bohoslužebné předměty byly převezeny do Budína a další movitý majetek byl prodán na dražbách. Prostory vyprázdněného kláštera obsadili obyvatelé Jasova. Ti způsobili v jeho areálu v roce 1792 požár, který zničil nejen západní trakt kláštera, ale podlehlo mu i několik domů v obci.
Činnost premonstrátů v Uhersku opětovně povolil 12. března 1802 císař František II., ale pouze pod podmínkou, že budou spravovat i církevní gymnázia. Mniši se mohli vrátit do kláštera, který však našli zničený a z velké části vyhořelý. I tak ho obnovili, ba založili i jeho filiálky v Debrai, Rudníku a ve Vyšném Medzevu. Klášter zároveň provozoval čtyři gymnázia: v Košicích, Levoči, Rožňavě a ve Velkém Varadíně.
Na konci 19. století řád premonstrátů patřil mezi významné podnikatele nejen v regionu. V Jasově provozoval výrobu trubek, měl zde i manufakturu na výrobu kachliček, cihelnu, tiskárny a parní pilu. Dalším podnikatelským subjektům pronajímal huť na zpracování rud a výrobu kovů, rudní doly, kamenolom s těžbou mramoru, hamr a mlýny. Klášteru zároveň patřila zemědělská půda o výměře více než dvacet tisíc hektarů. Začátkem 20. století měli dokonce vlastní elektrárnu.
Velký zlom ve fungování řádu přinesl rok 1950. Politické poměry (ateizace společnosti, rušení klášterů a řeholních společenství) přinutily mnichy klášter opustit. Během Akce K bylo několik desítek klášterů v celém tehdejším Československu zrušeno a řeholní bratři byli internováni v tzv. soustřeďovacích klášterech (jedním z nich byl i jasovský).
Po zrušení jasovského konventu padlo rozhodnutí umístit do bývalého kláštera psychiatrickou kliniku určenou pro ty nejtěžší případy. Až v roce 1990 se dostal klášter zpět do rukou původních majitelů. Od uvedeného času slouží svému původnímu poslání.

## Popis
Komplex premonstrátského kláštera s Kostelem svatého Jana Křtitele leží na západním okraji Jasova. Na čtvercových půdorysech stojí dvě symetricky situované dvoupodlažní budovy kláštera svírající mezi sebou stavbu dvouvěžového jednolodního kostela. Obě křídla kláštera (vlevo prelatury, vpravo konvent) obklopují uzavřené rajské dvory.
Na šířku roztažené průčelí klášterních křídel, orientované na jihovýchod, je ukončeno nárožními věžemi s mansardovou střechou. Vstupní části do prelatury i konventu jsou zvýrazněny rizalitem a na vrchu ukončené trojúhelníkovými frontony.
Komplexu kláštera dominuje stavba Kostela svatého Jana Křtitele. Čtyřpodlažní průčelí kostela je členěno horizontálními římsami. Na okrajích je zvýšeno o jedno podlaží a přechází do dvojice štíhlých věží ukončených helmicemi. Dvě spodní patra průčelí jsou vertikálně členěna pilastry zakončenými hlavicemi v korintském slohu. Jeho centrální část s hlavním portálem, konvexně-konkávní rizalit, je na vrchu ukončena trojúhelníkovým tympanonem se symbolem Nejsvětější Trojice. Okraje stavby obsahují mělké, oválně zakončené niky, v nichž stojí sochy dvou uherských králů – světců: svatého Ladislava a svatého Štěpána.

### Kostel svatého Jana Křtitele

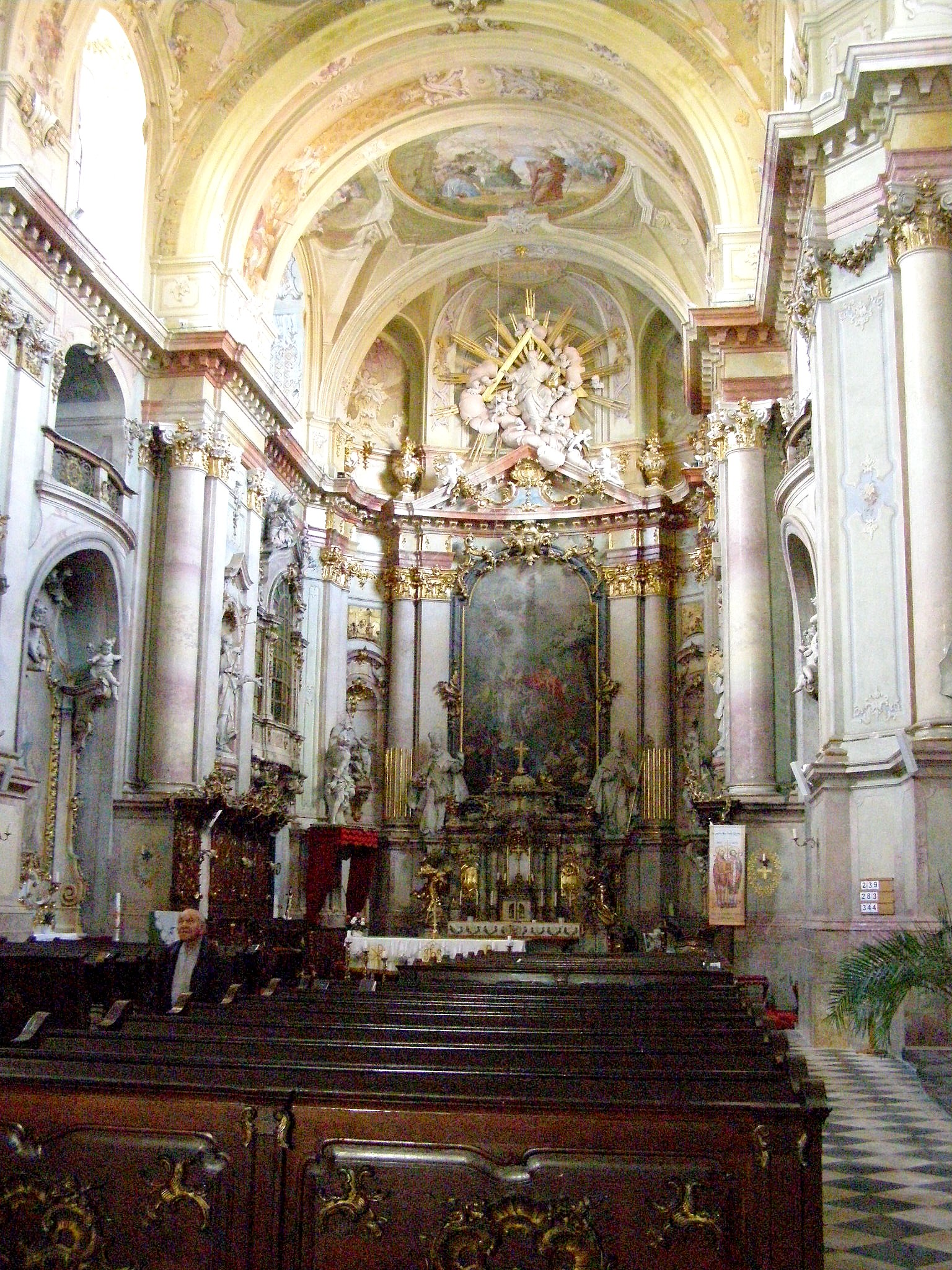
Interiér kostela

Na obdélníkovém půdorysu stojící jednolodní stavba kostela je pozoruhodná svou interiérovou výzdobou vytvořenou v pozoruhodné slohové jednotě. Její jednotlivé složky – malířská, sochařská a uměleckořemeslnná – se důsledně podřizují kánonu barokní krásy. Opat Sauberer měl při volbě umělců, kteří v Jasově zrealizovali jeho představy, mimořádně šťastnou ruku. Tvůrčí tým – architekt Franz Anton Pilgram, malíř Johann Lucas Kracker a štukatér Johann Ignaz Hennevogel – byl nakonec obohacen o výjimečného sochaře Johanna Antona Krausse.
Mezi nejvzácnější součásti chrámového vybavení patří kolekce sedmi oltářů, rozmístěných po jeho obvodu v přísné symetrii. Všechny oltářní obrazy jsou dílem Johanna Lucase Krackera.
Po vstupu do chrámu prvním oltářem vlevo je oltář zasvěcený patronce horníků svaté Barboře s oltářním obrazem Stětí svaté Barbory. Jeho protějškem je oltář svatého Ondřeje (zvaného také oltář svatého Jana Nepomuckého) se zajímavým, ikonograficky neobvyklým námětem na oltářním obraze. Fiktivní setkání apoštola Ondřeje a svatého Jana Nepomuckého je alegorickou parafrází setkání mecenáše a umělce – opata Andreje Sauberera a malíře Krackera – setkání, které přerostlo do velmi úspěšné spolupráce.
Pod hlavní klenbou jsou umístěny dva oltáře, vlevo zakladatele premonstrátského řehole svatého Norberta, vpravo svatého Augustina, charakteristické monumentální apoteózou obou světců. Myšlenkový odkaz obou kompozic poukazuje na vítězství křesťanské víry nad pohanstvím.
Dva boční oltáře v přední části lodě mají mariánské zasvěcení – vlevo oltář Immaculaty, s postavou Panny Marie stojící na zeměkouli, vpravo oltář svaté Anny, s obrazem zachycujícím tradiční výjev – svatá Anna vyučuje Marii.
Hlavní oltář ve svatyni chrámu je zasvěcen patronovi kostela. Námět obrazu Křest Krista v Jordánu zachycuje jednu z klíčových událostí v životě svatého Jana Křtitele. Ke kompozici tohoto obrazu se v sbírkových fondech na Slovensku zachovaly dvě přípravné skici – v Slovenské národní galerii a její replika ve Východoslovenské galerii v Košicích.
Monumentalitu oltářů dotváří i jejich sochařská část – dílo Johanna Antona Krausse (1728–1795). O tomto umělci pravděpodobně německého původu je málo poznatků. S jeho pracemi se můžeme setkat na více místech – Praha, Eger, Skalica, Košice. V šedesátých letech 18. století se s rodinou natrvalo usadil v Jasově. Sochařská výzdoba zdejšího klášterního kostela – sochy premonstrátských svatých svatého Evermoda a svatého Ludolfa na oltáři svatého Norberta a sochy svatého Bedřicha a svatého Giliberta na oltáři svatého Augustina spolu se čtveřicí menších soch (svaté Markéty, svaté Máří Magdaleny, svaté Rozálie a svaté Kateřiny Alexandrijské sedících na volutách po bocích tabernákula) – patří k jeho vrcholným dílům.
Interiérová výzdoba vrcholí ve stropní výmalbě. Vznikla během druhého Krackerova pobytu v Jasově, v letech 1762–1765, kam přišel na opětovné pozvání po ukončení prací na výzdobě Kostela svatého Mikuláše na Malé Straně v Praze.

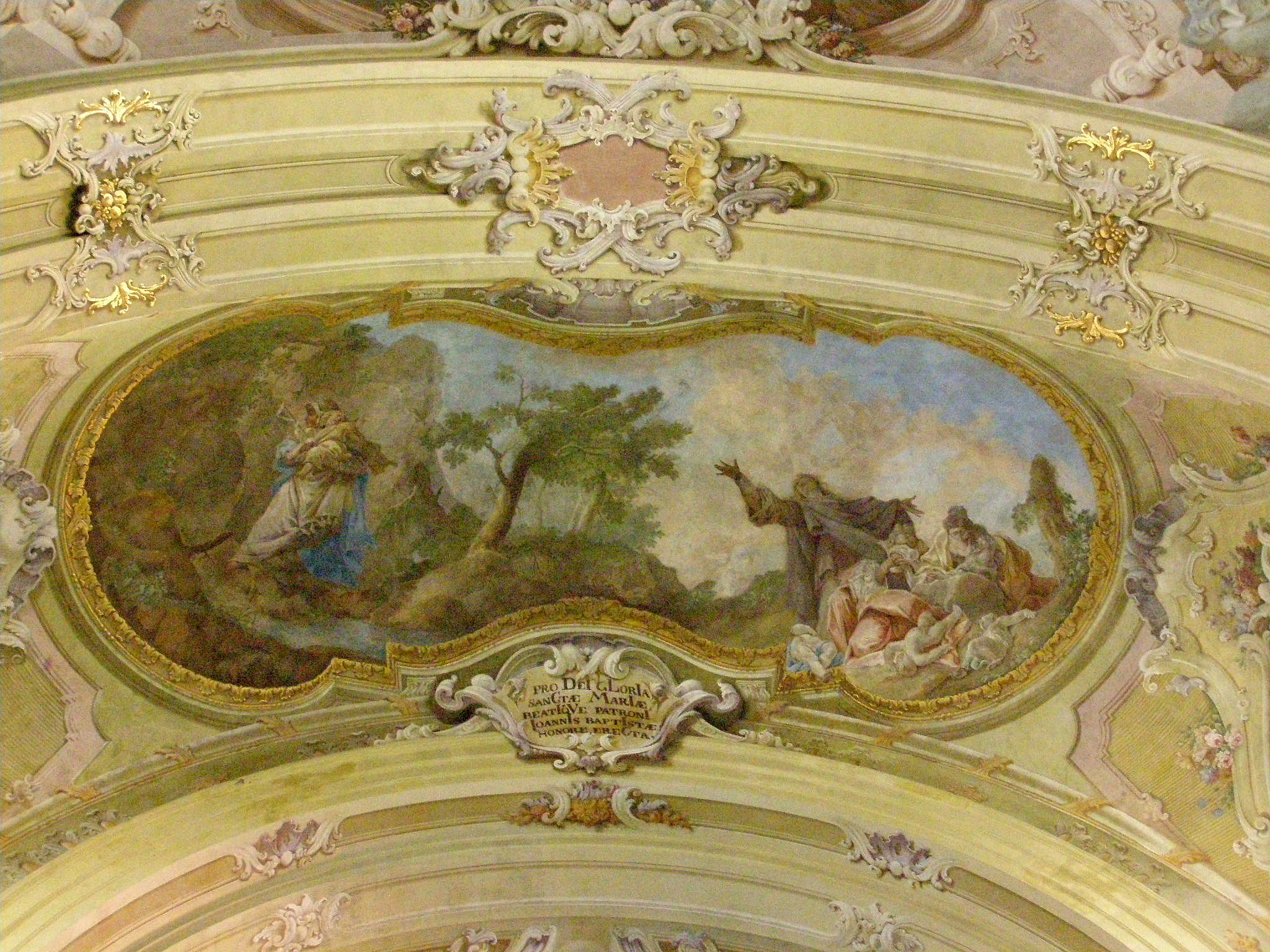
Freska v druhém klenbové poli s námětem Útěku do pouště (vlevo) a vražděním neviňátek (vpravo). Pod ní na klenbové pase je v kartuši namalovaný dedikační nápis

Malby, pokrývající beze zbytku strop chrámu, námětově a ikonograficky odkazují na jeho patrocinium. Umělec na čtyřech klenbových polích v chronologickém sledu zvěčnil výjevy ze života svatého Jana Křtitele. Všechny malby jsou vsazeny do iluzivní architektury s dekorativním rámováním s ornamenty (květinové vázy) dokládajícími architektonické členění a plastickou výzdobu obvodových zdí.
Nad presbytářem vidíme výjev Narození svatého Jana Křtitele, námětově vycházející z Lukášova evangelia. Alžbeta, Janova matka, drží v náručí svého syna, vedle stojí Janův otec Zachariáš držící v rukách tabulku s nápisem Nomen eius Ioan EST (Jeho jméno je Jan).
Mezi malbami prvního a druhého klenbového pole se ve středu meziklenbového pásu v kartuši nachází umělcem malovaný dedikační nápis s chronogramem: PRO DEI GLORIA Sanctae Mariae BEATIQVE patrona IOANNIS Baptistae HONORE erecta.
První klenbové pole nad lodí (celkově druhé) jako jediné obsahuje malbu tematicky členěnou na dvě části. Významově důležitější je pravá část kompozice s výjevem Vraždění neviňátek v Betlémě, kde vidíme matky truchlící nad těly zabitých dětí. Na výjev obsahově navazuje levá část kompozice s výjevem Útěk do pouště, kdy se podle legendy před utíkající Alžbětou s dítětem otevřela skála a ukryla ji. K výjevu Alžběty s dítětem se dochovala umělcova studijní kresba.
Rozměrově největší malba vyplňuje třetí klenbové pole. Její námět Kázání v poušti, znázorňuje kazatelskou činnost svatého Jana. Kompozice malby je zjevně ovlivněna freskami Paula Trogera, významného rakouského barokního umělce. V tomto případě jde o přímou variaci Trogerovy monumentální fresky Zázrak rozmnožení chlebů na stropě slavnostní síně prelatury bývalého premonstrátského kláštera v Hradisku u Olomouce.
Uprostřed scény stojí Jan Křtitel a nataženou pravou rukou ukazujíc na svatozář zahaleného Ježíše Krista, říká slova podle Janova evangelia: Hle, Beránek Boží, který snímá hříchy světa (Jan 1,29). Kompozici doplňuje několik skupin postav, z nichž některé sledují Janovy slova, jiné se nezúčastněně baví. Vlevo od Jana je např. skupina shromážděna kolem proroka Izaiáše. Do malby zakomponoval umělec svůj autoportrét – zobrazil se mezi trojicí postav sedících na velké skále naproti Janu Křtiteli. Čtyři cípy klenbového pole obsahují monochromové malby soch čtyř evangelistů se svými tradičními atributy.
Zřejmě nejsugestivnější ze všech výjevů nacházíme na malbě na čtvrtém klenbových poli. Stětí svatého Jana Křtitele zobrazuje všeobecně známý příběh o světcovy smrti. Salome a Jan Křtitel jsou hlavními protagonisty výjevu, na kterém kat klade uťatou Janovu hlavu na stříbrnou mísu. Kompozici dotvářejí dva vojáci s kopími.
Poslední obraz, na pátém klenbovém poli, se svým námětem vymyká z tematiky ostatních maleb, ale je běžně uplatňovaným motivem malovaným nad varhanní emporou. Ústřední postavou malby Nebeský koncert je svatá Cecílie s charakteristickým atributem varhanami, kterou na různých hudebních nástrojích doprovází sbor andělů.
Meziklenbové pásy jsou zdobeny dekorativní malbou. Na meziklenbovém páse, mezi klenbou svatyně a první klenbou lodi, je na západní straně vyobrazena alegorická postava církve s kalichem, tiarou a křížem. Na protější straně je postava starozákonního proroka Mojžíše s deseti Božími přikázáními. Meziklenbové pásy, rozdělující třetí a čtvrtou klenbu lodě, zdobí postavy proroků Malachiáše a Izajáše.

### Knihovna
Umělecké mistrovství Johanna Lucase Krackera můžeme obdivovat i v klášterní knihovně. Ta se nachází v severním prodloužení osy kostela. Předpokládá se, že knihovna v klášteře přibyla již v druhé polovině 13. století. Její vznik souvisel s celkovým posláním premonstrátského řádu. Knihovní fond se během její existence rozrůstal, příp. ochuzoval podle toho, jaký byl osud samotného kláštera. Největší ztrátu utrpěl po zrušení řehole v roce 1787, kdy byly knihy z kláštera odvezeny do Maďarska. Po obnovení řádu se do Jasova vrátil pouze jejich nepatrný zlomek. Přesto již krátce po tomto období se knihovní fond rychle rozrůstal; postupně zde své místo našly knihy z knihoven zrušených okolních farností a klášterů, zaniklých premonstrátských gymnázií a z knihovny proboštství kláštera v Lelesu. Po roce 1950 byla knihovna obohacena o knihovny zrušených klášterů na východním Slovensku.

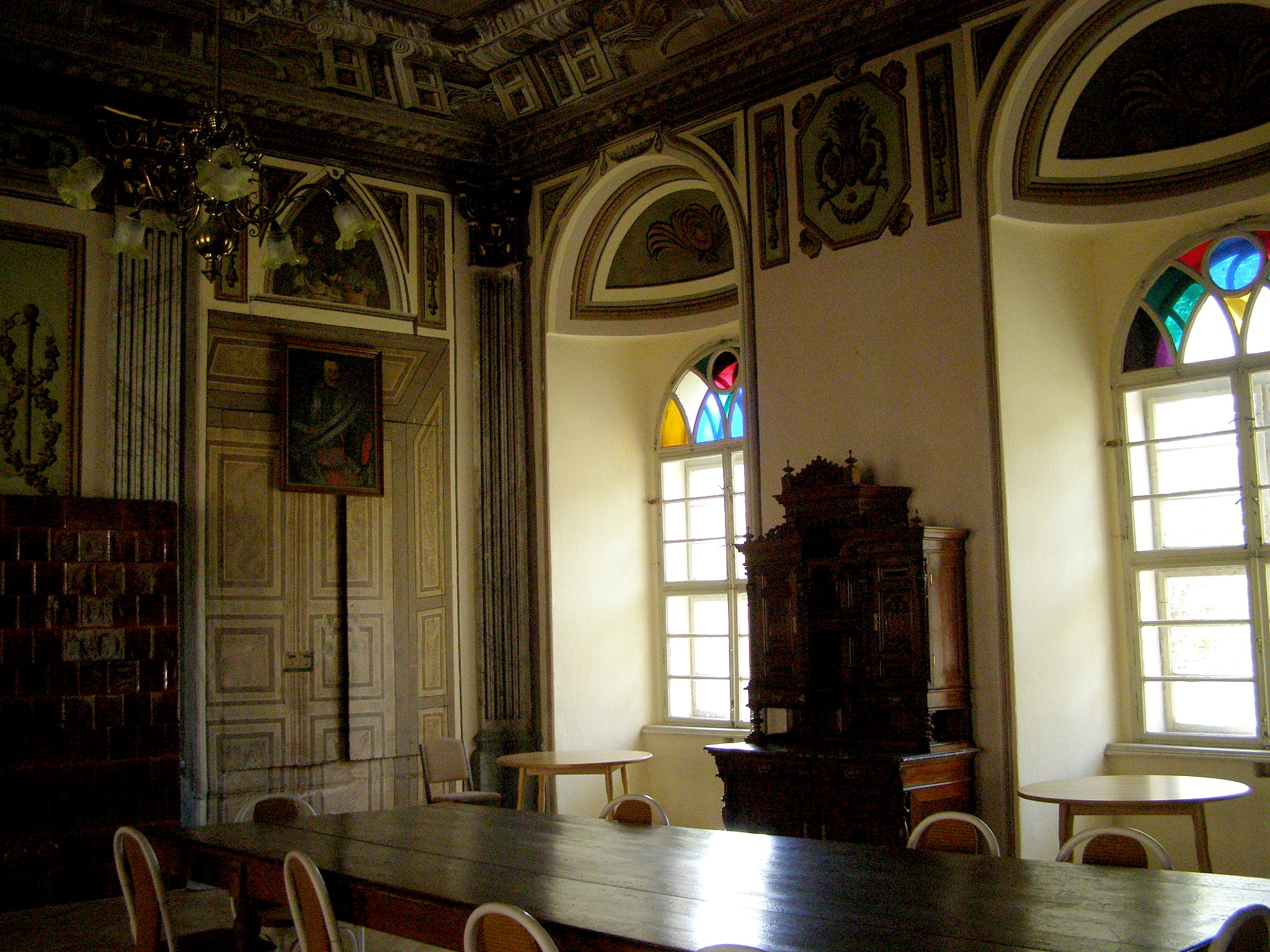
Refektář

Dnešní fond knihovny obsahuje téměř osmdesát tisíc svazků knih teologických, filozofický, přírodovědných, zeměpisných, historických ale i beletristických, psaných převážně v latinském, maďarském a německém jazyce. Původně byl fond mnohem bohatší, ale část původní sbírky se dostala do Slovenské národní galerie v Bratislavě, Matice slovenské v Martině a do Slovenského technického muzea v Košicích.
Dominantním uměleckým prvkem knihovny je stropní výmalba, kterou zdobí Krackerova kompozice fresek. Jejich námět je oslavou věd a umění a zachytávají i výjevy ze stavby kláštera. Výmalba vznikla v sedmdesátých letech 18. století.
Klenba podélného sálu je rozdělena malovaným dekorativním pásem na tři části s kruhovými, námětově se doplňujícími alegorickými freskami. První figurální kompozice je oslavou vzdělanosti (Alegorie čtyř fakult – teologie, práva, filozofie a medicíny s postavou sedící Palas Athény vespod). Druhá je apoteózou osobnosti a působení opata Sauberera, podporovatele věd a umění. K němu se vztahuje také skupina ve středním pásu, kde figury géniů s atributy Štědrosti, Umění a Triumfu moudrosti nesou pamětní plaketu s prelátovým portrétem doplněnou kruhopisem ANDREAS SAUBERER I: P. PRIMUS ABBAS IASZ. Dekorativní malba rámování přechází i na stěny; na čelní straně je další alegorická kompozice Života a Smrti. V klenbových malbách knihovny je použita barokní alegorická forma; jejich kompoziční rozvrh, celé figurální seskupení na oblacích a ikonografie jednotlivých personifikací jsou odvozeny z vídeňských fresek uznávaného umělce Daniela Grana (mj. je autorem alegorických fresek stropu kaple svatého Jana Almužníka v bratislavském Dómu), které byly až do závěru barokní epochy normativním vzorem pro alegorie tohoto druhu.
Námětem značně přemalované fresky refektáře, na které Krackerovo autorství připomíná už jen typologie postav, je Herodova hostina. Zřejmě podle Krackerovy předlohy realizoval první restaurátor fresek Erasmus Schrott nástropní malbu s postavou svatého Norberta v proboštově domácí kapli.

## Okolí kláštera
Součástí areálu se stala barokní zahrada; údajně jde o jedinou zahradu v barokním stylu na Slovensku, která zůstala zachována v původní podobě. Právě v 18. století bylo zakládání velkých ozdobných zahrad, parků a arboret velmi populární. V souvislosti s tím nastal rozmach dovozu různých cizokrajných dřevin. Zahrada jasovského kláštera je pozoruhodná původními sadovnickými prvky, tvarovanými dřevinami a souměrnou sítí chodníků. Navazuje na architekturu kláštera a je jeho kompozičním pokračováním.
Premonstrátský klášterní komplex v Jasově je památkou mimořádného významu. Pro svou mimořádnou architektonickou, historickou uměleckou a krajinotvornou hodnotu patří klášterní komplex opatství k nejvýznamnějším sakrálním areálům na Slovensku. Díky těmto atributům byl již v roce 1970 prohlášen za národní kulturní památku. Atraktivitu tohoto krásného koutu Slovenska dotváří i nejstarší zpřístupněná jeskyně na Slovensku – Jasovská.